# 朔方县 (唐朝)
朔方县，中国古县名。
唐朝贞观二年（628年），改岩绿县置，治所在今陕西省靖边县北白城子。唐末以后党项族拓跋氏世居其地，后遂为西夏领土。元朝时废。历为夏州、朔方郡及夏绥银（定难军）节度使治所。 